# Kameralexamen
Kameralexamen var en äldre svensk och finländsk akademisk ämbetsexamen som infördes 1799 och som gav behörighet att inneha befattning i de publika räkenskapsverken samt i rikets kollegier ha befattning med kameralmål.
Kameralexamen innefattade betyg i teologi, svenska språket och aritmetik samt grunderna av naturrätten och sedeläran. Utöver dessa ämnen stadgades även om bevis på vunnen praktisk skicklighet.
Utöver de 1799 stadgade ämnena ingick från början även kameralvetenskap, vartill 1839 kom grundlagarna. Kameralexamen avskaffades 1863 och ersattes med examen till Kungl. Maj:ts kansli. 
Examen avskaffades vid Akademin i Åbo i samband med rikssprängingen 1809 men återinfördes 1817 under annat namn. Den återfick sitt gamla namn 1828 vid Kejserliga Alexanders Universitetet. Examen gav behörighet till tjänster vid statssekretariatet för Finland, senatens ekonomidepartement, allmänna revisionsrätten samt somliga tjänster inom länsförvaltningen. Därefter var en lägre tjänsteexamen som gav behörighet till vissa tjänster samt rätt till auskultering Den var i bruk i till 1894 varefter den ersattes av lägre förvaltningsexamen.